# Тауматауакатангіангакоауауотаматеатурипукакапікімаунгахоронукупокануенуакітанатаху
Тауматауакатангіангакоауауотаматеатурипукакапікімаунгахоронукупокануенуакітанатаху (маор. Taumatawhakatangihangakoauauotamateaturipukakapikimaungahoronukupokaiwhenuakitanatahu) або Тауматауакатангіангакоауауотаматеапокануенуакітанатаху — пагорб висотою 305 м, що розташований в регіоні Гокс-Бей на Північному острові Нової Зеландії. Ця назва часто скорочується місцевими мешканцями до Таумата для зручності в спілкуванні.

## Загальна інформація
Приблизний переклад цього слова звучить так: «Вершина пагорба, де Таматеа, чоловік з великими коліньми, котрий скочувався, забирався й проковтував гори, відомий як пожирач землі, грав на флейті для своєї коханої.» Цей топонім, що містить 82 літери (в українській транскрипції), вважається найдовшим у світі.
Існує кілька версій вимови цієї назви. Наприклад в Книзі рекордів Гіннеса, записана назва, що складається з 92 літер (англійською мовою).
Довша версія назви новіша й формальніша ніж та, що коротша. Однак місцеві жителі стверджують, що довша назва завжди використовувалася місцевими маорі.
Жителі Уельсу, де розташований населений пункт із однією із найдовших у світі назв: Лланвайрпуллґвінґіллґоґерихвирндробуллллантісіліоґоґоґох, стверджують, що цей топонім був вигаданий спеціально для того, щоб випередити найдовшу назву у Великій Британії.